# Synagoge (Bučovice)

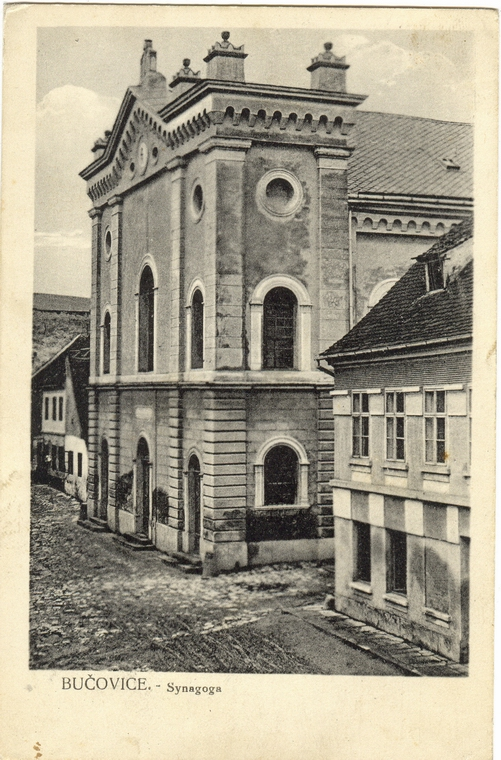
Ansichtskarte mit der Synagoge in Bučovice

Die Synagoge in Bučovice (deutsch Butschowitz), einer Stadt im Okres Vyškov in Tschechien, wurde 1853 am Standort eines Vorgängerbaus errichtet. 
Das Synagogengebäude wurde 1966 abgerissen.